# René Burnand
Pour les articles homonymes, voir Burnand (homonymie).
René Burnand, né le 9 juin 1882 à Versailles et mort le 29 avril 1960 à Lausanne, est un médecin et un écrivain suisse, membre fondateur avec Ramuz et quelques autres de l'Association vaudoise des écrivains.

## Carrière médicale
René Burnand est le fils du peintre Eugène Burnand et frère du publicitaire et écrivain spécialiste de la pêche Tony Burnand.
Il commence des études de médecine, en 1900, à Montpellier et les termine à Genève où il obtient son diplôme en 1906. Il travaille ensuite à Leysin dans divers sanatoriums, ses travaux (voir l'article de Guignard en biblio) permettent alors d'importantes découvertes dans le domaine de la lutte contre la tuberculose. Dès 1922, il est privat-docent, puis chargé de cours à l'Université de Lausanne dont il est nommé professeur honoraire en 1954. Il est fait Chevalier de la Légion d'honneur en 1959.

## Quelques œuvres
- Le plus beau jour, Genève, Éditions Perret-Gentil, 1960 (OCLC 35203644)
- Secret des visages, Genève, Labor et fides, 1954 (OCLC 4635937)
- Jeunesse de peintres : Eugène Burnand et ses amis, Lausanne, éditions Spes, 1949 (OCLC 25793480)
- Histoire de la dame en rose, Madame de Pont-Wullyamoz, vaudoise émigrée, Lausanne, F. Rouge, 1944 (OCLC 13144913)
- Silence d'une vieille maison, Lausanne, Payot, 1943 (OCLC 10761283)
- L'étonnante histoire des Girardet, artistes suisses, Neuchâtel, Éditions de la Baconnière, 1940 (OCLC 11732989)
- Terre où j'ai vécu, Neuchâtel, V. Attinger, 1931 (OCLC 35203684)
- Eugène Burnand, l'homme, l'artiste et son œuvre, Paris, Berger-Levrault, 1926 (OCLC 13447633)

## Note
1. ↑  Historique de L'Association vaudoise des écrivains sur culturactif.ch
2. ↑  La guérison de la tuberculose pulmonaire, René Burnand, Paris, Ballière, 1923. (OCLC 19641564)
Le diagnostic en phtisiologie, René Burnand, Lausanne : Payoz, 1923. (OCLC 69120749)